# Cattedrale dell'Immacolata Concezione (Bogotà)
La Cattedrale dell'Immacolata Concezione di Bogotà (ufficialmente Sacro Santa Iglesia Catedral Primada Basílica Metropolitana de la Inmaculada Concepción de María en Bogotà) è la cattedrale cattolica primaziale della Colombia, sita nella capitale del Paese.
Si tratta di un edificio religioso di stile neoclassico che si trova a Bogotà, nella piazza Bolivar. È la sede episcopale dell'arcivescovo di Bogotà e conseguentemente arcivescovo primate di Colombia, che fu riconosciuta come tale da papa Leone XIII con il Decreto della Congregazione Concistoriale del 7 novembre 1902.
L'edificio fu progettato da fra Domingo de Petrés e costruito tra il 1807 e il 1823 nello stesso luogo ove si trovavano altre tre chiese che successivamente ebbero la funzione di cattedrale per la città. Per il suo valore storico, culturale e architettonico, è stata dichiarata Monumento nazionale con il decreto n. 1.584 dell'11 agosto del 1975.

Arme della Cattedrale come basilica minore.

## Storia

### La prima chiesa
Giunto con conquistadores spagnoli alla Sabana de Bogotà, il frate missionario Domingo de las Casas celebrò la prima messa nella neofondata Bogotà il 6 agosto del 1538, in una modesta cappella di giunchi con tetto di paglia, e di fronte a uno stendardo che si trova nella cattedrale, e nel posto ove furono poste le prime pietre per la costruzione di una chiesa. Il luogo fu chiamato poi dagli spagnoli Nostra Signora della Speranza.

### La seconda chiesa
Nel 1553, su iniziativa di fra' Juan de los Barrios fu presa la decisione di costruire una chiesa con pareti in muratura nello stesso luogo ove ora vi è la cattedrale, in accordo alla disposizione del Cabildo, che bandì un'asta pubblica con la quale l'opera fu affidata a Baltasar Díaz e a Pedro Vásquez, associati al costruttore Juan Rey, con uno stanziamento di 1 000 pesos. Nel 1560, dopo aver speso più di 6 000 peso e alla viglia della sua inaugurazione, il tetto dell'edificio crollò. L'11 settembre 1562 papa Pio V le concesse il titolo di Cattedrale.

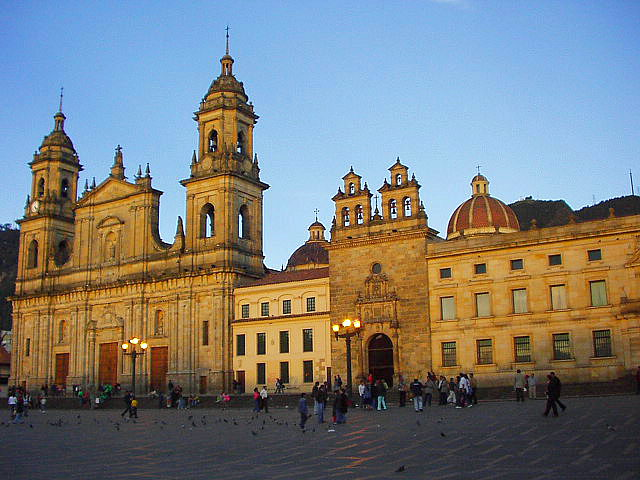
Cattedrale (sinistra), Casa del Cabildo Eclesiástico, Cappella del Sagrario (centro), Palazzo Arcivescovile (destra).

Dodici anni dopo, fra' Juan de los Barrios, primo arcivescovo della città, posò la prima pietra per una nuova cattedrale. L'opera ebbe inizio il 12 marzo 1572, nello stesso posto, alle medesime condizioni della precedente, con tre navate ma con un elemento in più: l'aggiunta di quattro cappelle che formarono una croce.
L'opera fu terminata nel 1590, con la cappella maggiore coperta, così come gli archi, però, con ancora da terminare le quattro cappelle laterali e le tre navate; verso il 1678 fu finita la torre. Questa nuova chiesa, terza costruzione della cattedrale, fu notevole per la ricchezza del suo culto e per la sua cantoria. Il 12 luglio del 1785 vi fu un forte terremoto nella città che danneggiò gravemente la costruzione e a causa del quale si prese la decisione di abbatterla parzialmente nel 1805.

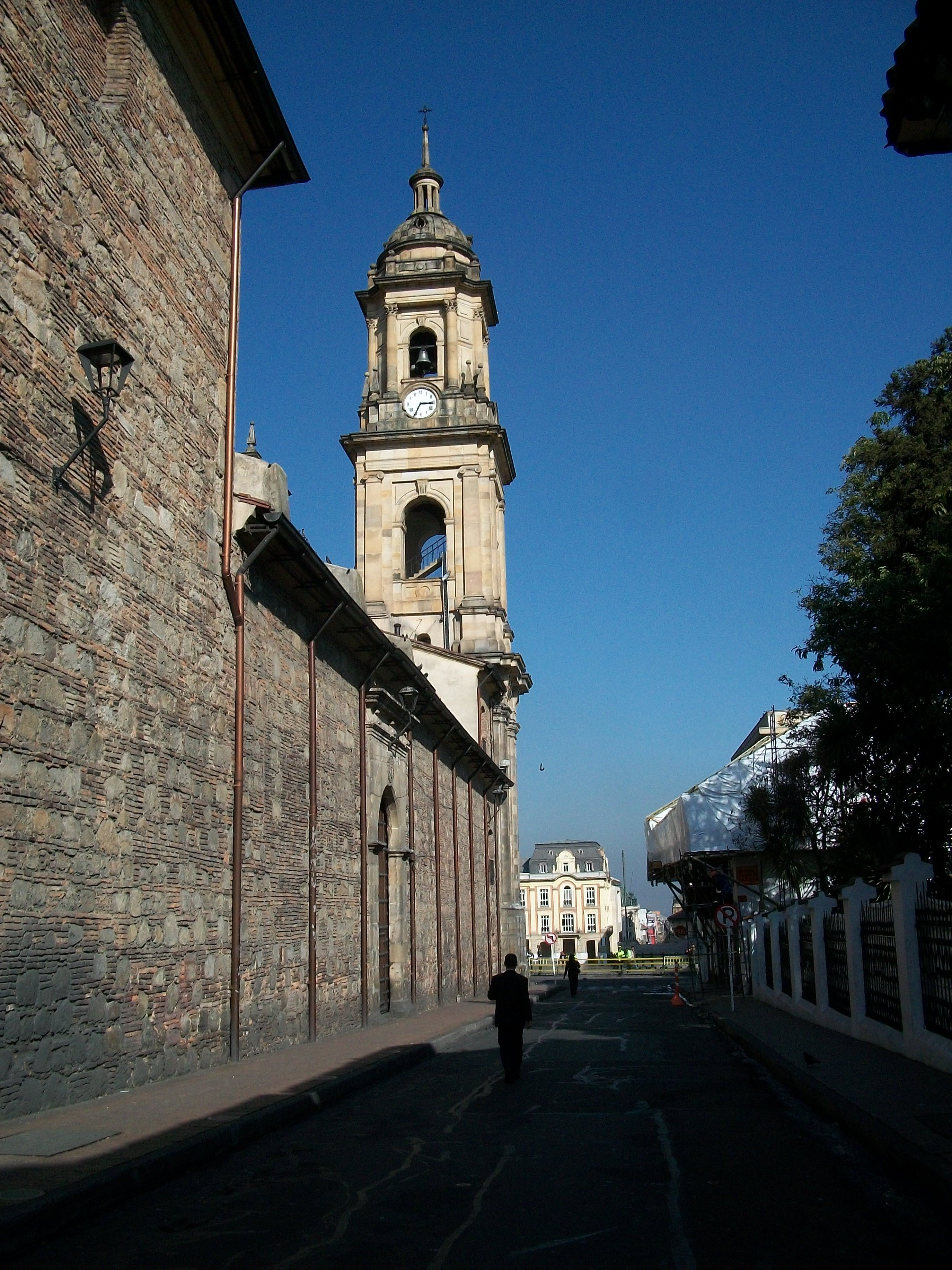
Calle once, lato nord dell'edificio.

### La terza chiesa
Alcuni anni dopo l'espulsione dei gesuiti dalla Colombia, si optò per porre in servizio come vicecattedrale la chiesa di Sant'Ignazio. A inizio del XIX secolo, con la nomina effettuata da Fernando Caycedo y Flórez, arcivescovo della Colombia, fu designato come architetto della ricostruzione della cattedrale il frate cappuccino Domingo de Petrés. Questi, di origine spagnola, figlio di un muratore, era fortemente influenzato dalla tendenza neoclassica regnante in quel periodo, giunse a Santafé de Bogotà nel 1792 per compiere la sua opera di architetto e diede inizio ai lavori l'11 febbraio 1807. È considerato uno degli architetti più rappresentativi del Nuovo Regno di Granada. Tra le altre opere si evidenziano l'Osservatorio astronomico nazionale di Bogotà, la Basilica di Nostra Signora del Rosario di Chiquinquirá, la Cattedrale di Santa Fe de Antioquia e la cattedrale dell'Arcangelo Michele a Guaduas. 

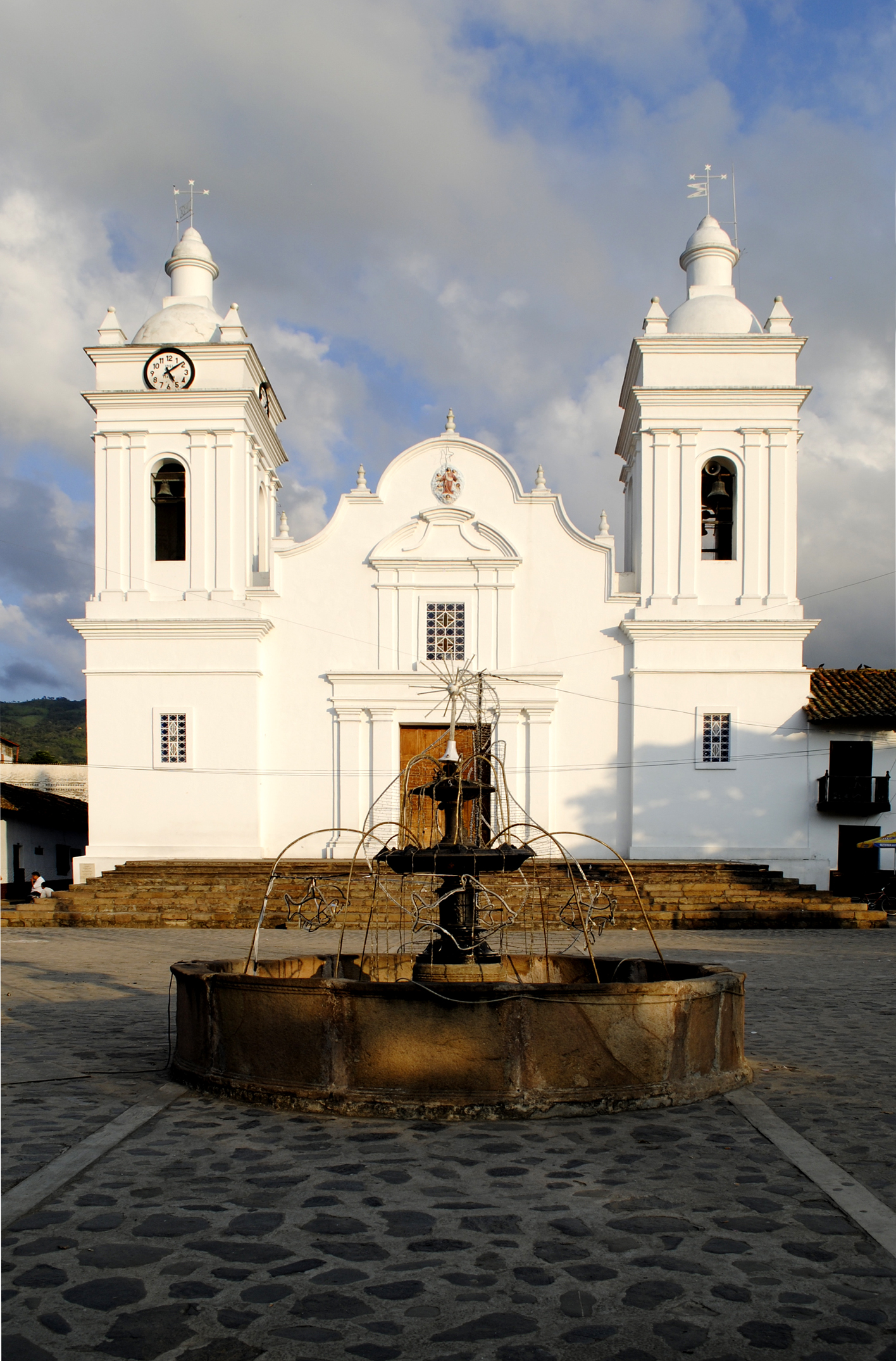
La cattedrale dell'Arcangelo Michele a Guaduas

Alla morte di frate Domingo, avvenuta nel 1811, la costruzione dell'interno della cattedrale era terminata.
Le opere rimanenti furono dirette da Nicolás León che riuscì a terminarle il 19 aprile 1823. Nello stesso anno fu celebrata la consacrazione della cattedrale.
Alla Cattedrale di Bogotà fu riconosciuto il titolo di Primaziale di Colombia da papa Leone XIII con il Decreto della Congregazione Concistoriale del 7 novembre 1902.
Nel 1943 l'architetto spagnolo Alfredo Rodríguez Orgaz diresse la ristrutturazione della facciata secondo i disegni originali di Domingo de Petrés. Le ristrutturazioni maggiori ebbero luogo in occasione del Congresso eucaristico Internazionale dell'agosto 1968 e la visita di papa Paolo VI, allorché il presbiterio fu ampliato fino alla crociera e l'altar maggiore fu posto sotto la cupola.

### Organo
L'organo fu costruito nel 1890, nel laboratorio di Aquilino Amezua, un musicista e ingegnere spagnolo.
Dalla sua installazione l'organo è rimasto nella sua collocazione iniziale, in una tribuna sul lato orientale della navata centrale e fu ritirato tra il 1960 e il 1968 per il suo restauro e in occasione della visita di papa Paolo VI. Successivamente fu traslato in una navata all'estremità meridionale della cattedrale, ove si trova attualmente.

## Contesto urbano
La cattedrale primaziale occupa la parte nord dell'isolato orientale della piazza Bolivar, nel centro storico della città di Bogotà, corrispondente alla località La Candelaria, la cui municipalità minore fu creata dal Consiglio comunale di Bogotà il 4 dicembre 1974.

Localizzazione della Cattedrale Primaziale a La Candelaria.

Al lato meridionale della Cattedrale si trova la Cappella del Sacrario, chiesa costruita tra il 1660 e il 1689. Tra la Cattedrale e la Cappella del Sacrario si trova la Casa del Capitolo ecclesiastico, nota anche come Casa concistoriale, che è un edificio a tre piani costruito nel 1689 su incarico dell'arcivescovo Julián Cortázar. Completando l'isolato sopra la piazza Bolivar si trova il Palazzo Arcivescovile, un edificio costruito tra il 1952 e il 1959 per rimpiazzare l'antico palazzo, distrutto nell'aprile del 1948, durante il Bogotazo.

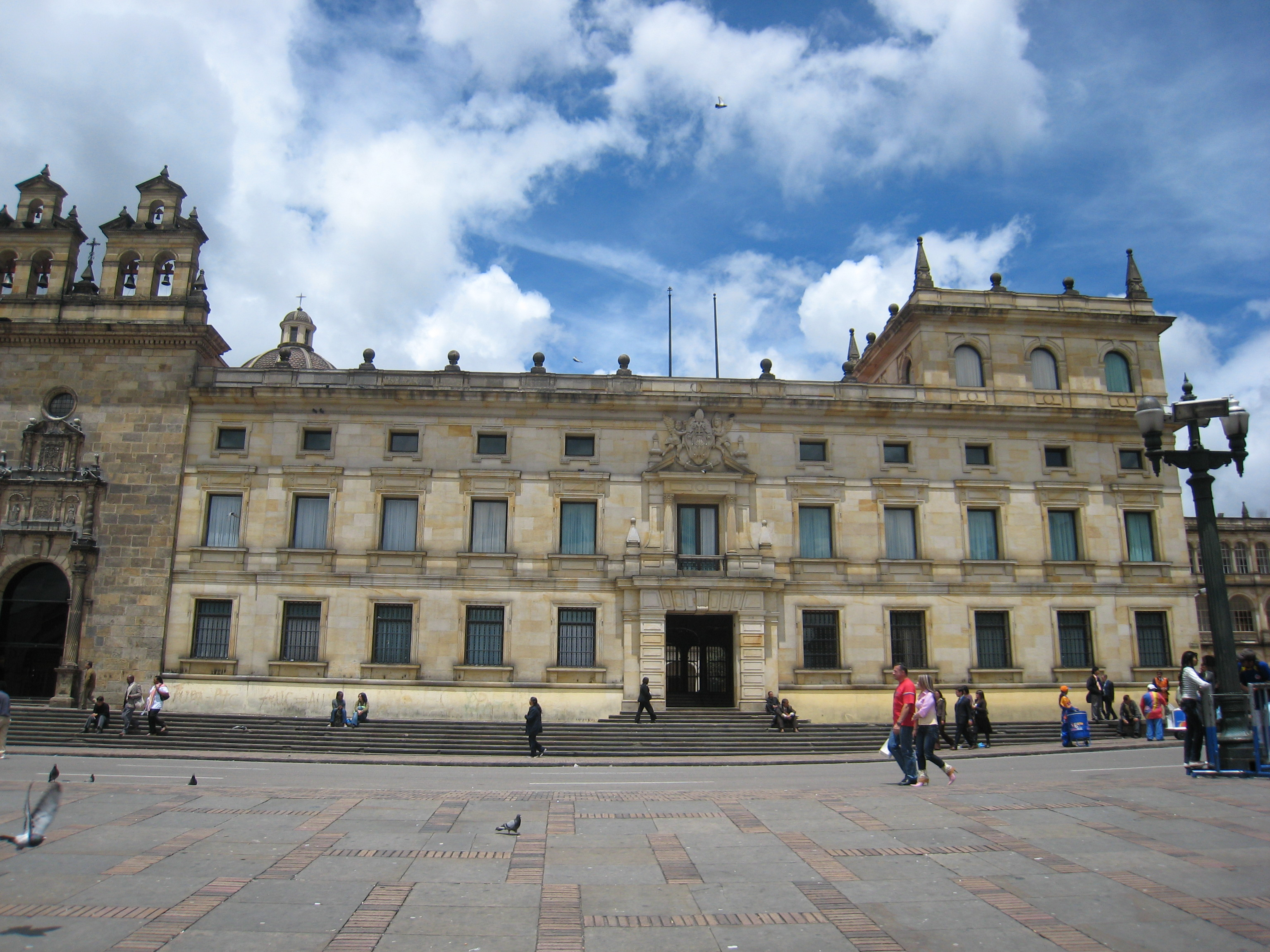
Il Palazzo arcivescovile di Bogotà

Esso si trova adiacente alla Casa de la Moneda, l'antica zecca, oggi museo.
Nel luogo ove sorge l'attuale palazzo arcivescovile si trovava dal 1793 l'edificio della Aduana, che fungeva da prigione per il viceré Antonio José Amar y Borbón dal 20 luglio 1810 e da ufficio per il viceré Samano e Pablo Morillo durante la Reconquista.
Nella parte posteriore della Cattedrale si trova la casa di cura, il cui terreno fu inizialmente destinato all'Ospedale di San Pedro per ordine dell'arcivescovo frate Juan de los Barrios il 21 ottobre 1564. A causa del poco spazio disponibile, nel 1723 l'ospedale fu trasferito nella parte occidentale della città, nel luogo attualmente occupato dall'Ospedale San Juan de Dios. L'edificio attuale della casa di cura nell'angolo fra la calle 11 con la carrera 6 data dal 1759 e fu dichiarato monumento nazionale con la risoluzione 191 del 1º marzo 2005.

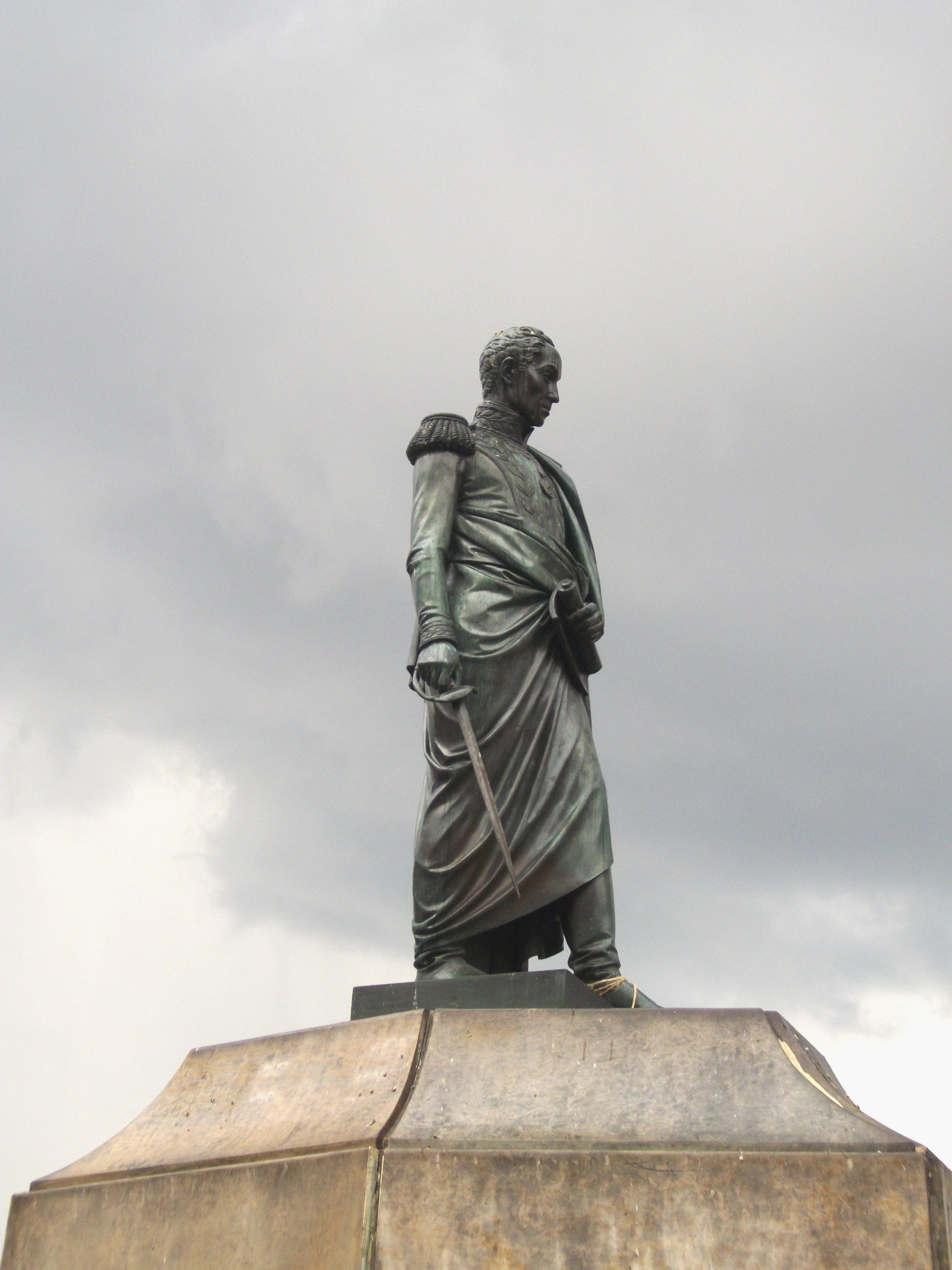
Monumento a Simón Bolívar "El Libertador" di Pietro Tenerani

La Piazza Bolívar, come la Plaza Mayor della città, è sede di alcune delle principali manifestazioni politiche e sociali nel corso della storia del Paese. Le fanno cornice il Palazzo di Giustizia sul lato nord, il Palazzo Liévano, sede del Municipio principale di Bogotà, a occidente e il Capitolio Nacional de Colombia, sede del Congresso della Repubblica, a sud. In questo modo nella piazza compaiono alcune delle principali istituzioni che rappresentano i tre rami del potere pubblico del Paese. Dal 20 luglio del 1847 nel centro della piazza si trova una statua in onore di Simón Bolívar, opera dello scultore italiano Pietro Tenerani.

## Descrizione

La Cattedrale ha una pianta classica basilicale a forma di croce latina che occupa un'area di 5 300 m2 con cinque navate: quella centrale e le due laterali adiacenti hanno la medesima altezza, mentre le due estreme sono dedicate alla cappelle. Conta inoltre un altar maggiore e 16 cappelle: 8 nella navata sud, 8 in quella nord, oltre a quella frontale nella navata, che si complementano con il coro e due sacrestie. La lanterna e la cupola sovrastano la crociera del transetto, sostenuta da quattro pennacchi e decorata in forma di mezza arancia, con colore azzurro indaco e tredici lingue di fuoco. La decorazione pittorica interna delle navate e delle cappelle è bianca e le loro volte presentano al centro un fiorone.

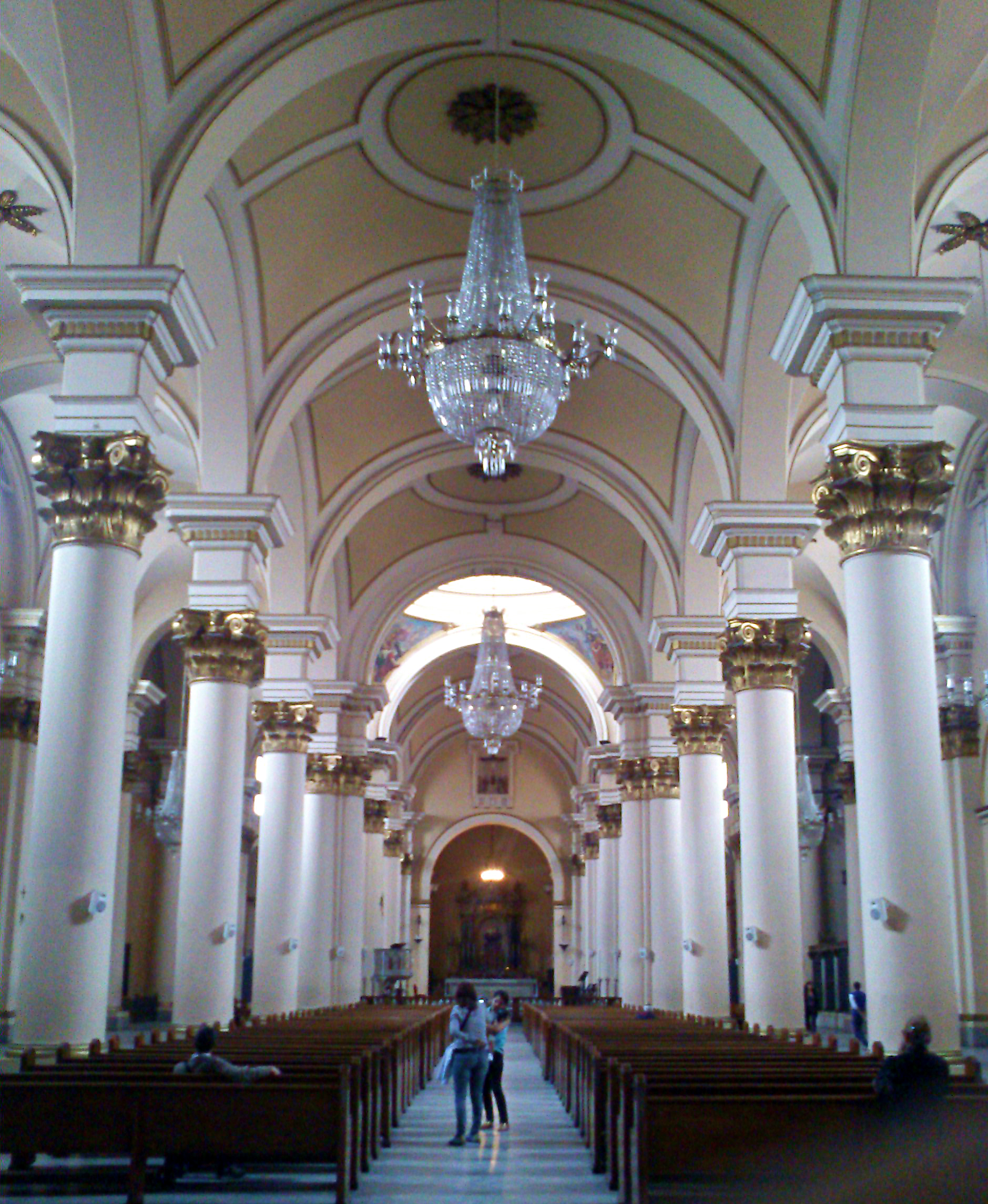
Vista interna della Cattedrale.

La facciata è divisa in due corpi. Il primo è composto da otto pilastri di ordine corinzio che salgono fino all'architrave, fregio e cornice, anche di ordine dorico; il secondo corpo è di ordine jonico e adorna otto pilastri. Tre sculture, opera di Juan de Cabrera, ornano la parte superiore delle porte: la porta nord, San Pietro, quella sud, San Paolo, e quella frontale della Immacolata Concezione, con due angeli da ambo i lati in atteggiamento di incoronarla; in cima a quest'ultima si conclude la facciata in un timpano ornato con dentelli, modanature di ordine jonico e sul culmine di questo una croce pontificia a doppie braccia e sotto la statua, sopra la dentellatura della porta principale, si legge su una lapide in marmo bianco la scritta:
Le torri, ricostruite dopo il terremoto del 1827, sono alte 52 metri e partono dalla cornice maggiore a mo' di campanile, ognuna formata da tre corpi con aperture ai quattro lati nel corpo superiore per le campane e nel corpo medio; la torre sud è consacrata a Santa Barbara, mentre quella nord è consacrata a sant'Emidio e contiene l'orologio. La porta principale, elaborata nel secolo XVI, è alta 7,20 metri e larga 3,60 ed è adornata da due pilastri indipendenti a forma di colonne striate di ordine jonico, i cui capitelli terminano nella cornice frontale, e presenta battenti, cardini, borchie e guarnizioni in bronzo di fusione spagnola. Le porte laterali sono alte 5,60 metri e larghe 2,80. L'atrio misura 110 metri di lunghezza e fu costruito tra il 1631 e il 1664, ma nel 1815 fu allargato fino alla Cappella del Sacrario e nel 1842 fu allungato estendendolo fino all'estremità meridionale della piazza e nel 1913 ne fu arrotondato l'angolo per facilitare la curva alla tranvia.

## Cappelle
Entrando nella cattedrale, a destra, si trova la navata meridionale, da cui, da ovest a est, la prima cosa che si osserva è il battistero, una vasca in pietra, e dietro a questa il quadro del Battesimo di Cristo, opera di Ricardo Acevedo Bernal. Proseguendo s'incontra la prima cappella, dedicata a san Giovanni Nepomuceno, dietro il cui altare in stucco dorico si trova il quadro rappresentante san Francesco Borgia, opera di Gregorio Vásquez de Arce y Ceballos. La successiva cappella della navata è dedicata a San Giuseppe e contiene un altare di stile composito e il quadro del Salvatore del mondo di Vásquez. La cappella delle Angustie fu adornata da Luigi Ramelli e vi si trova un quadro della sofferenza di Cristo. Verso oriente segue la cappella della Vergine del Carmelo, prima nota come cappella di san Giacomo, dotata di altare in stile jonico e di un quadro di san Giacomo di Vásquez, di due piccoli quadri dei santi Giusto e Pastore e un rilievo dorato nel cielo terso e inoltre vi è la tomba del conquistador Gonzalo García Zorro. La successiva è la cappella di San Pietro, che si trova nell'ala sud della crociera e contiene un altare din ordine composito e di muratura, disegnato da Petrés, un quadro dell'Annunciazione di Andrés Callejas e la tomba del cardinale Crisanto Luque Sánchez.
Dietro l'altar maggiore si trova la cappella della "Vergine del Topo", reliquia cristiana storica e religiosa, dove si trovano gli stalli del coro dei canonici. Misura 29 metri di lunghezza per 14 di larghezza, con un ingresso ad arco a tutto sesto appoggiato su due pilastri e chiuso da una grata in ferro. L'altare centrale è del XVIII secolo, di ordine dorico lavorato a sbalzo in argento, ed è accompagnato da due altari sulle pareti laterali. Il retablo principale, di autore ignoto, risale al 1610 e rappresenta il patrocinio di Nostra Signora Addolorata di Topo, patrona dei canonici di Bogotà, nel quale la Vergine è rappresentata inclinata sul capo di Cristo defunto
Ai suoi lati si trovano un'immagine di San Giuseppe e una di San Francesco. La cappella contiene i resti di Aurelio París Sanz de Santamaría.

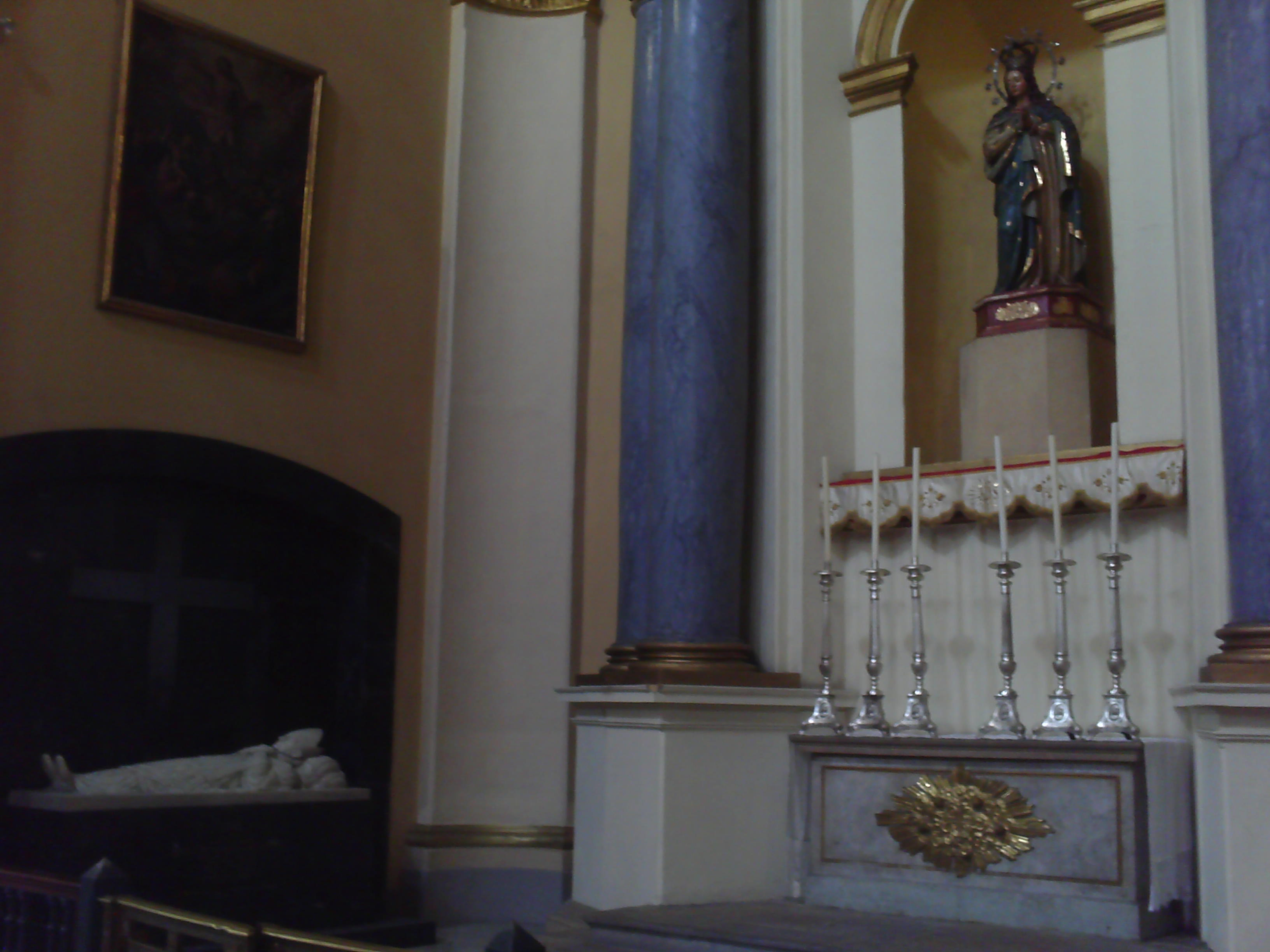
Cappella della Inmacolata Concezione.

La navata nord, dal lato occidentale, comprende la Cappella del Sacro Cuore di Gesù, con un altare dorato di stile jonico e una staua marmorea di Cristo, opera della casa Pussilque Russaud di Parigi, e iscrizioni in marmo sulle leggi del 1913 di omaggio a Gesù Cristo e del 1919 come omaggio alla Nostra Signora. La seconda cappella di questa navata è dedicata al Cristo (nota anche come "Le anime del Purgatorio") e contiene un altare di ordine composito con una piccola inferriata, un quadro rappresentante Gesù Crocifisso, due piccoli quadri sul lato destro e un dipinto del Salvatore di Vásquez.
Dopo questa cappella c'è l'ingresso laterale della chiesa o "porta falsa", che sul lato esterno espone uno stemma di Spagna scolpito in pietra e in quella interna due quadri di stile antico italiano. Continuando, la terza cappella da occidente a oriente è quella di Nostra Signora della Mercede (attualmente nota come Cappella di San Giuseppe) ed è la più antica (eretta nel 1590); originariamente era la cappella di Sant'Anna, per il quadro di Gaspar Figueroa, e vi si trova un altare jonico, una statua di Quito di Nostra Signora della Mercede nella nicchia centrale e la tomba di Eulogio Tamayo.
La cappella dell'Immacolata Concezione, ornata da un arco e un altare in muratura, contiene una statua dell'Immacolata Concezione posta nella nicchia centrale nel 1904 e una statua sulla tomba dell'arcivescovo Bernardo Herrera Restrepo, nel muro occidentale, opera di Gustavo Arcila Uribe. Sul lato orientale c'è la cappella della Madre del Perpetuo Soccorso (anche chiamata della Santissima Trinità o di San Giovanni Nepomuceno), che fu realizzata nel 1630; contiene un altare dorico, circondato da un'inferriata, una statua di Nostra Signora in una nicchia e quattro quadri ai lati. La navata termina con la cappella della Solitudine (Maria Addolorata) realizzata nel 1906, che contiene un altare jonico e tre nicchie: a sinistra la Maddalena, in centro Nostra Signora e a destra San Giovanni Evangelista, dove si trova anche la tomba di Juan Martín de Sarratea, sovrintendente della zecca colombiana, e infine una porta che comunica con la sacrestia dei Cappellani del coro e sopra la quale vi è un quadro della Sepoltura di Gesù Cristo.

### Cappella di Santa Isabella di Ungheria

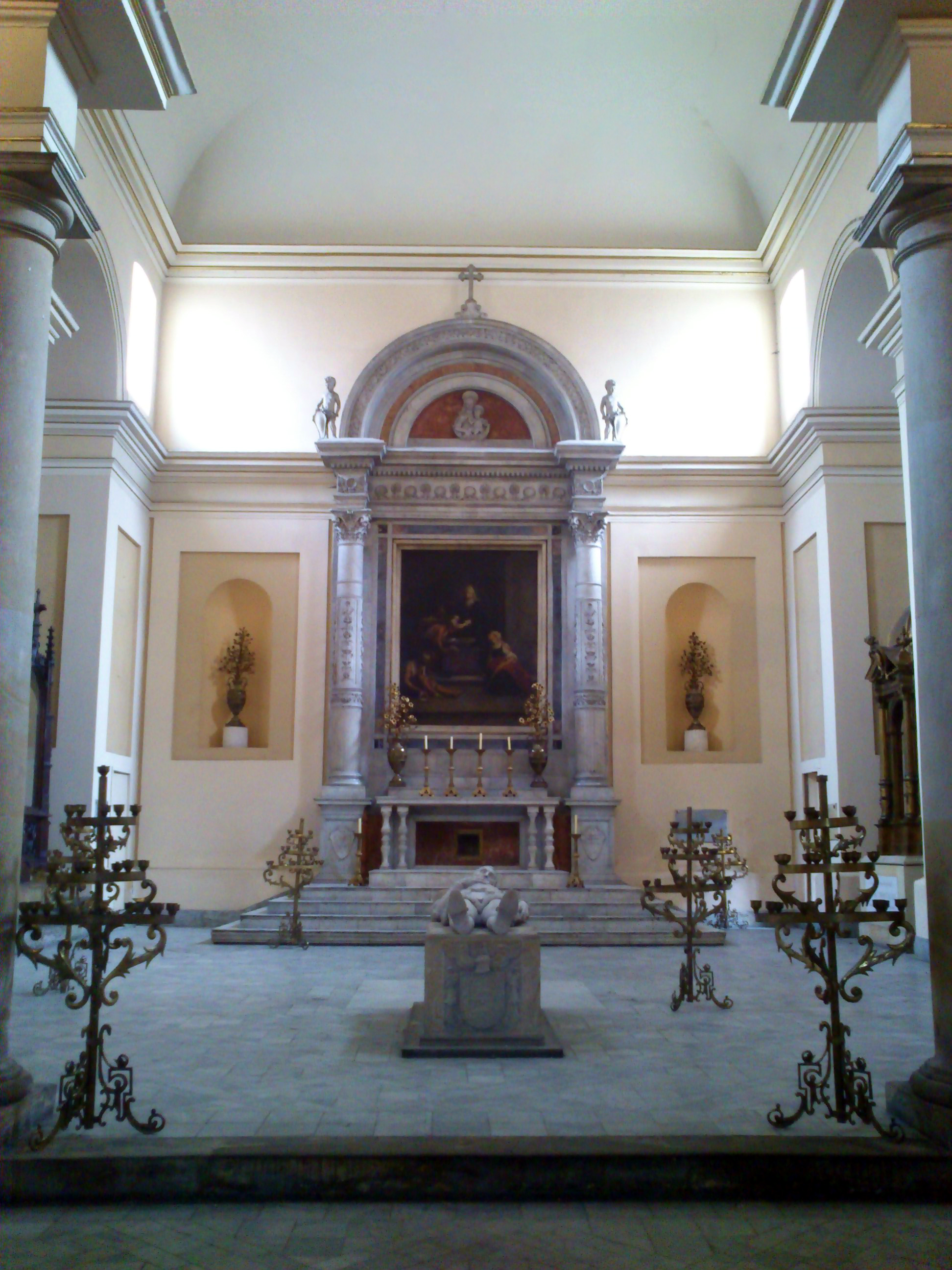
Cappella di Santa Isabella di Ungheria, in primo piano si vede il sarcofago di Gonzalo Jiménez de Quesada, fondatore della città.

La navata sud termina con la cappella di Santa Elisabetta d'Ungheria (copatrona della città), anteriormente nota come cappella di Sant'Orsola e poi ancora di Santa Caterina da Siena. In questa cappella si distingue la tomba del fondatore della città Gonzalo Jiménez de Quesada, scolpita dall'artista Luis Alberto Acuña su un altare di marmo bianco; sulla parte orientale (lato sinistro) si distingue il busto del generale Antonio Nariño, nel luogo ove giacciono i suoi resti.
Tre absidi davanti alla colonnata della cappella contengono i monumenti degli arcivescovi della città, nell'ordine quello di Vicente Arbeláez, in stile rinascimentale, quello di Manuel José Mosquera, in legno e stile gotico, e quello di José Telésforo Paul, in gotico fiorentino
Nella parete occidentale un monumento marmoreo contiene le ceneri del venezuelano Pedro Gual e una placca ricorda l'arcivescovo Fernando Caicedo y Flores. Il tutto si completa con un quadro del Credo di Santiago e la statua di Maria Immacolata, che era rimasta per tre secoli sull'altar maggiore. Quattro colonne appoggiate allo scalone contengono i resti degli arcivescovi Aquinao Camacho, del Pórtico y Torres e poco più a sud vi è la sepoltura di monsignor Giovan Battista Agnozzi, delegato della Santa Sede, che visitò la città nel 1882.

## Galleria d'immagini

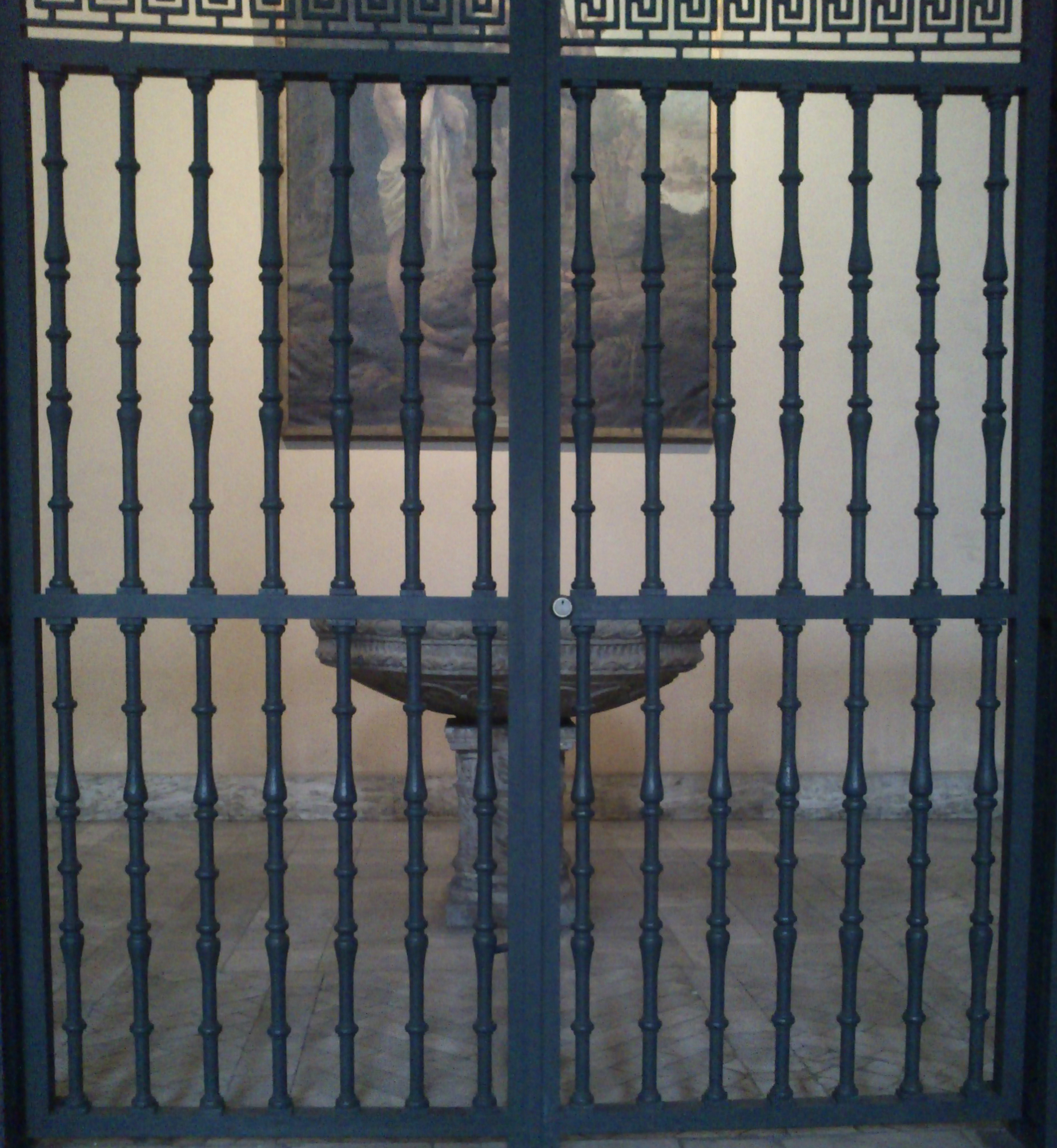
Fonte battesimale
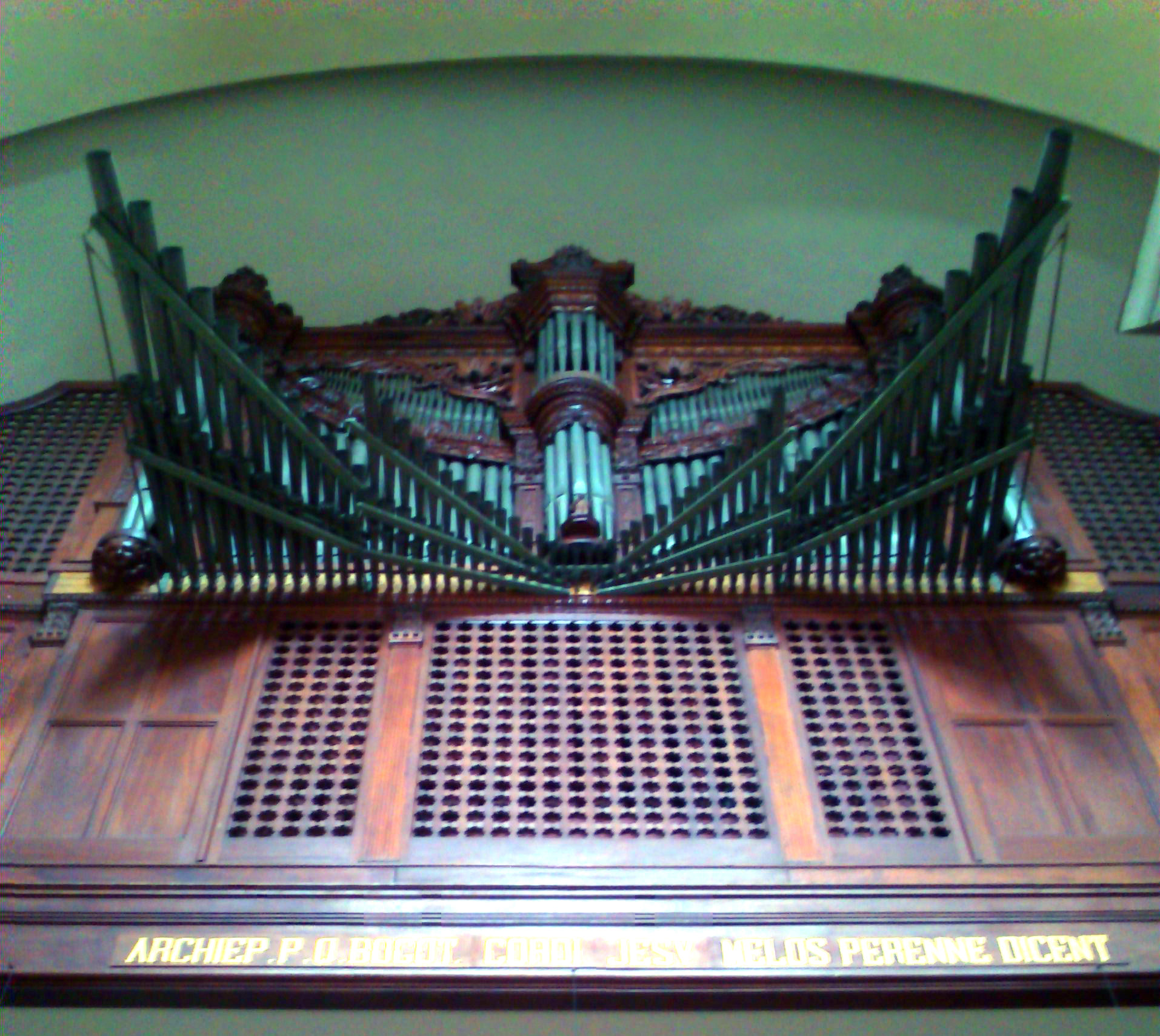
Órgano
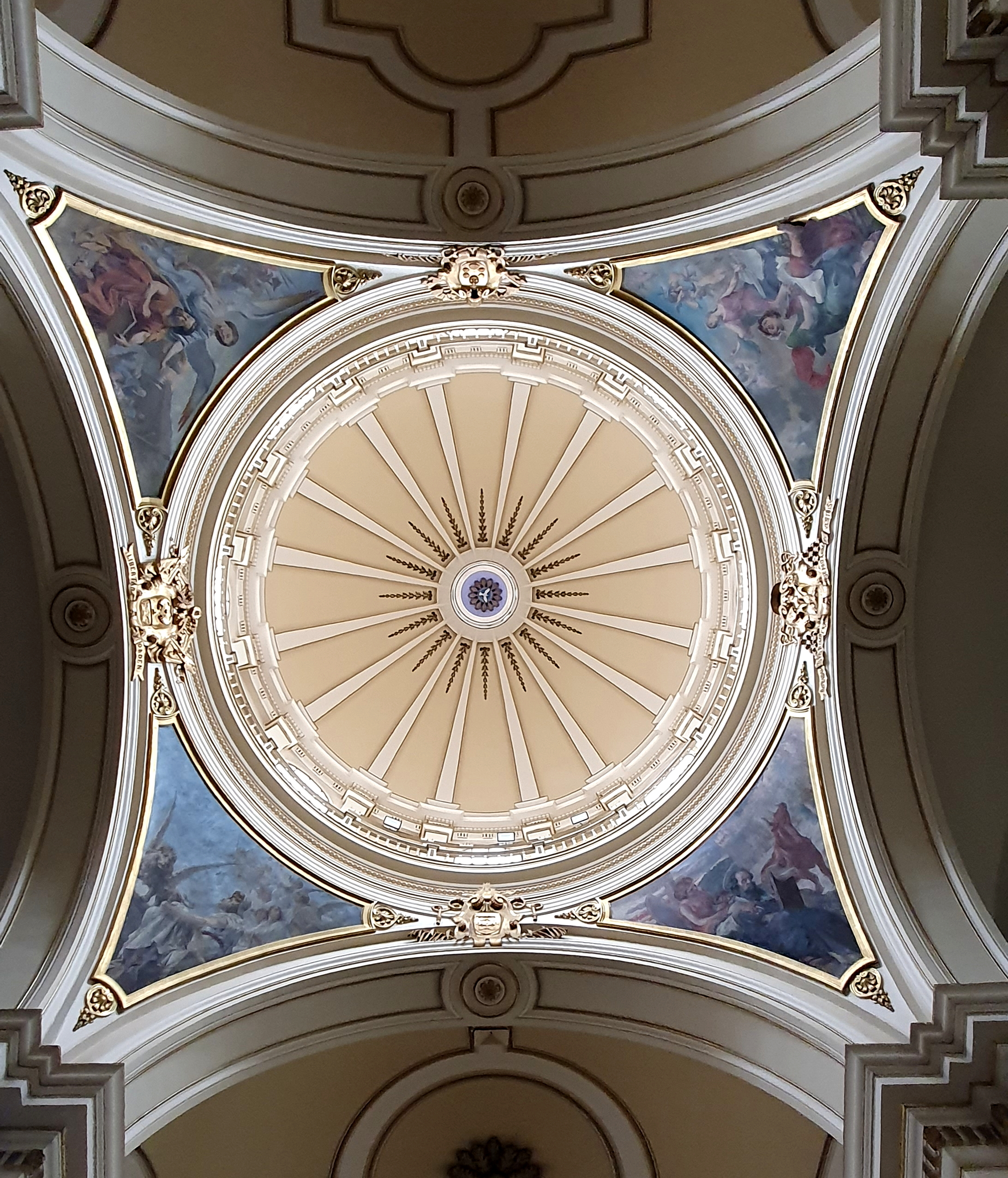
Vista dell'interno della cupola
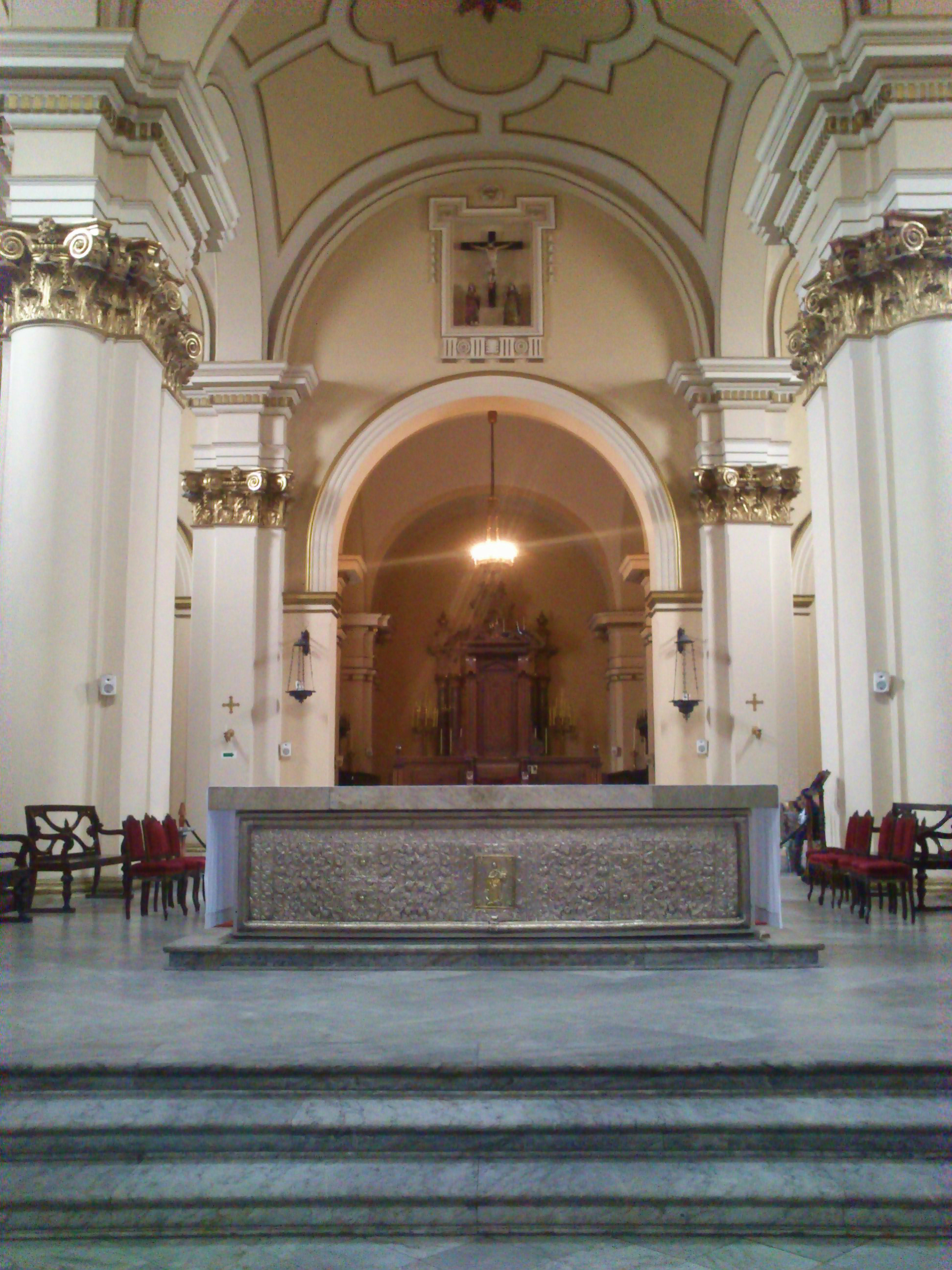
Altar maggiore
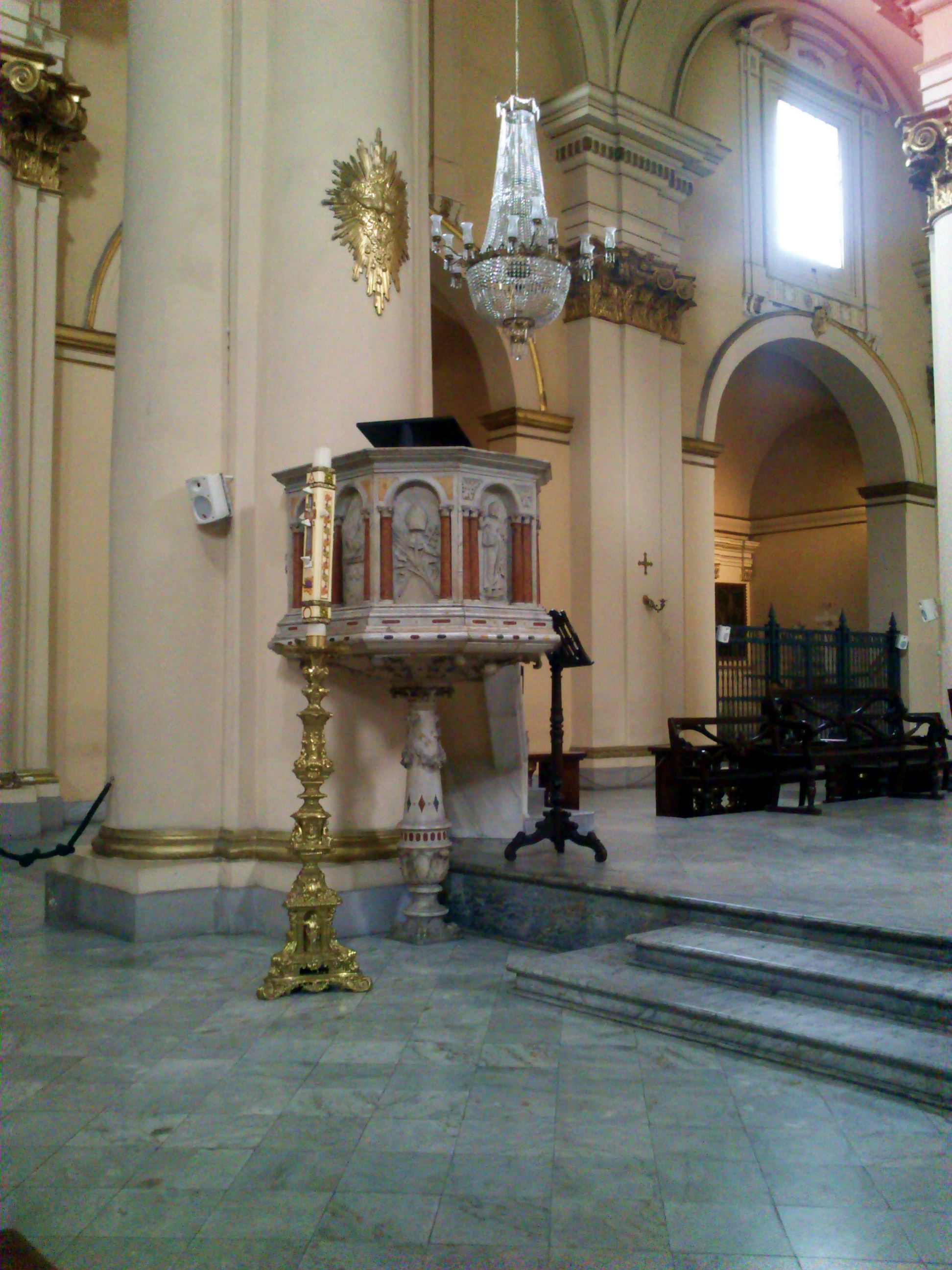
Pulpito
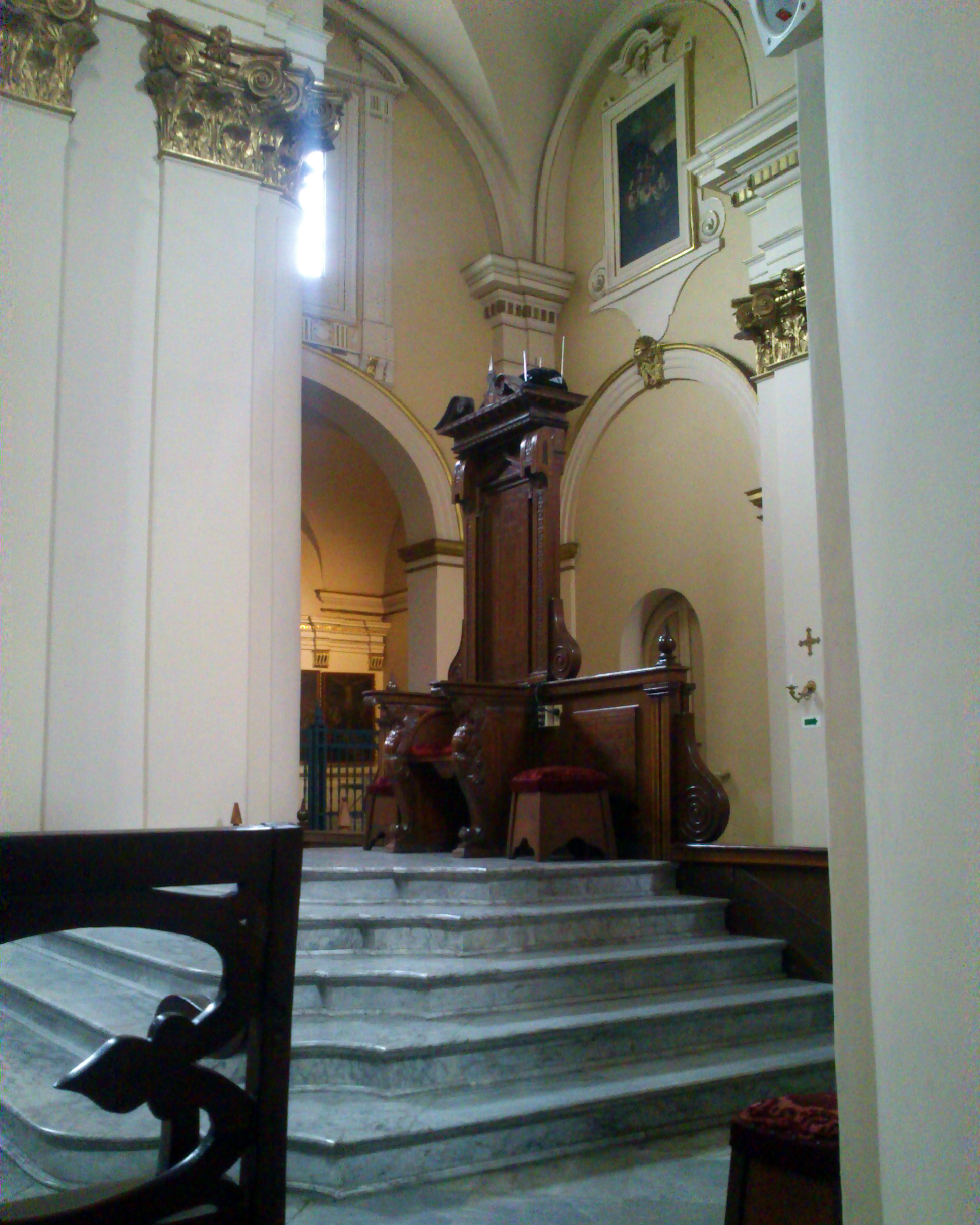
Cattedra
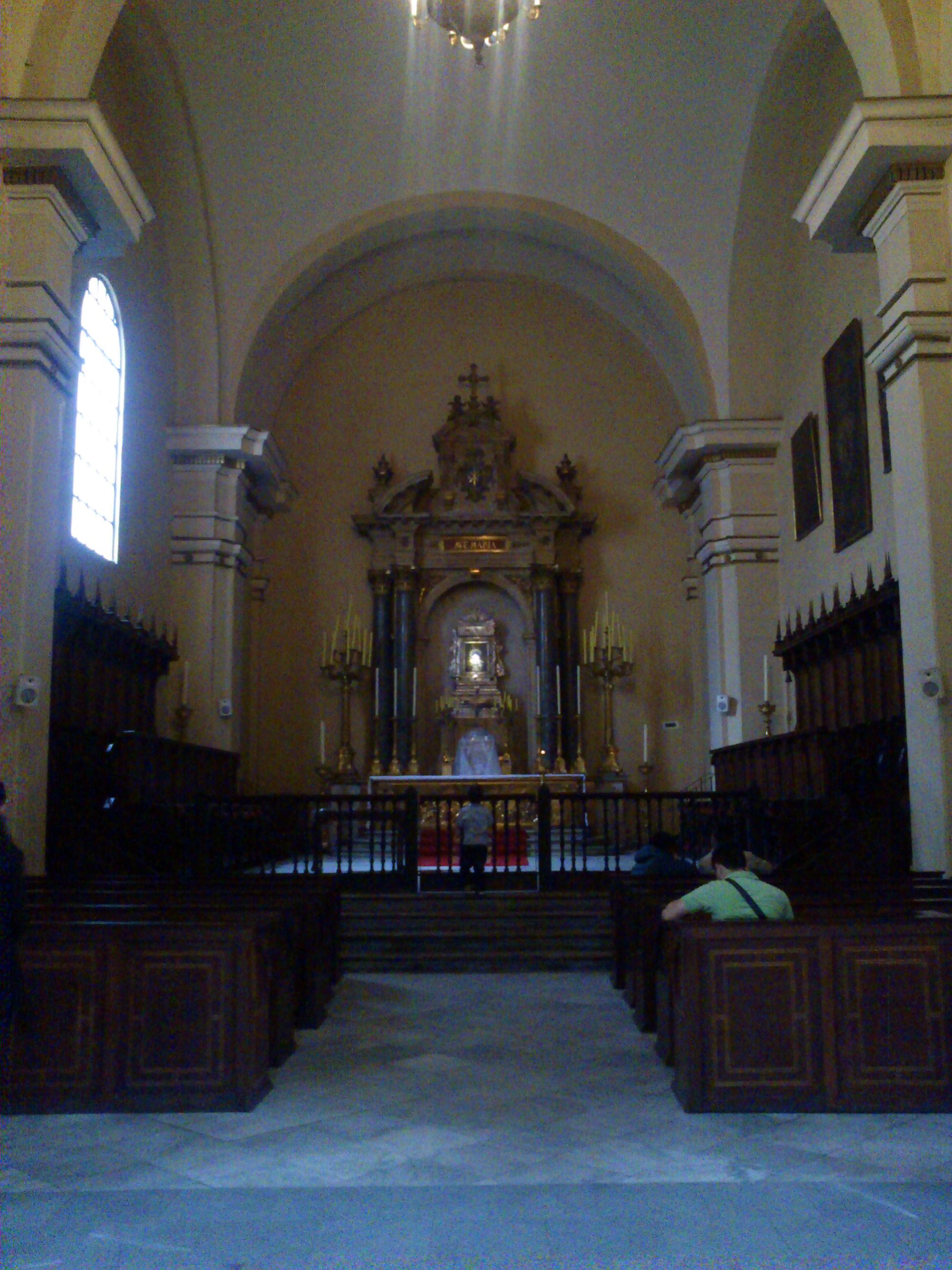
Cappella di Nostra Signora del Topo e Sacrario della Cattedrale
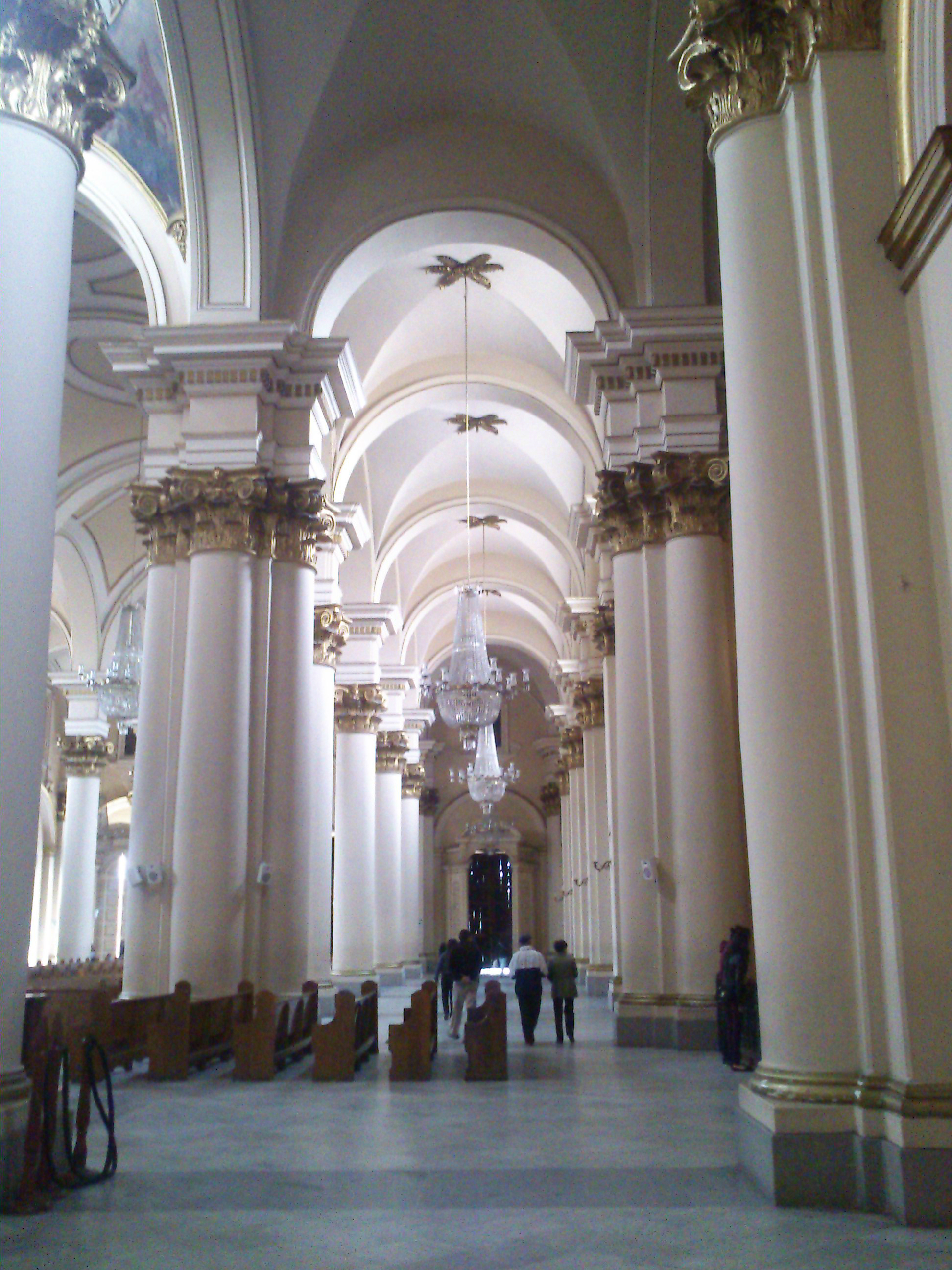
Navata laterale con vista verso la porta
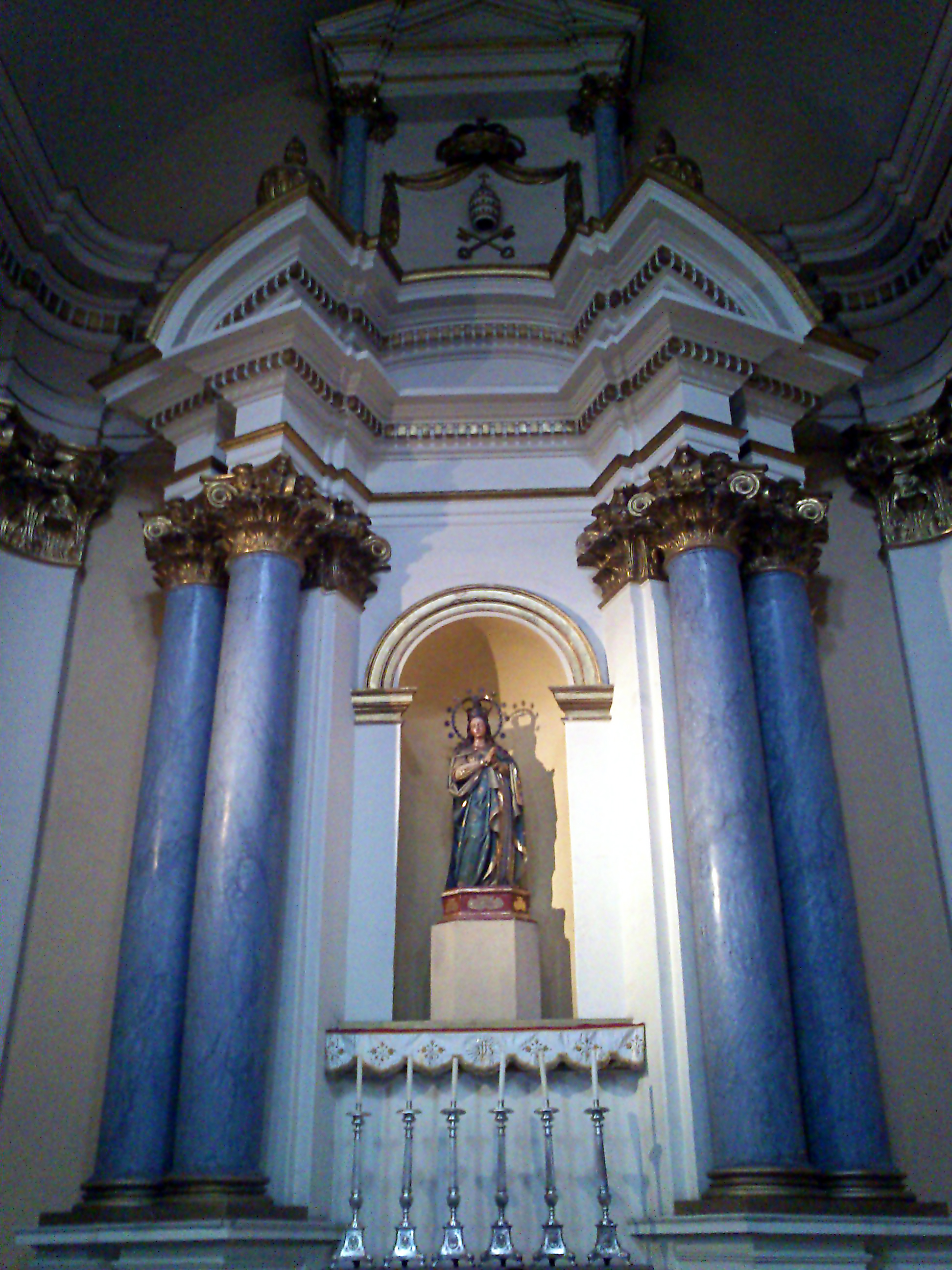
Altare dell'Immacolata Concezione
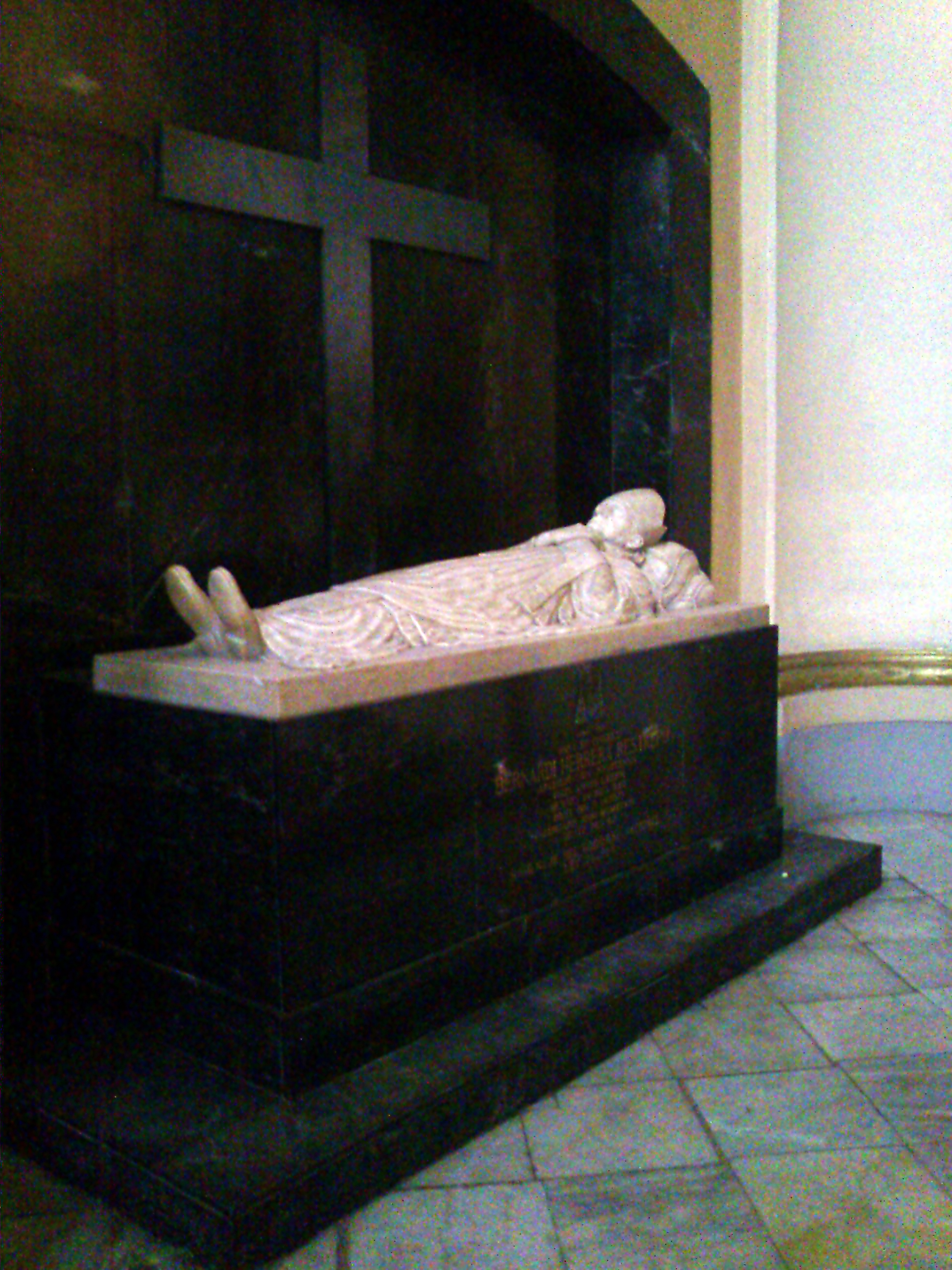
Sarcofago e Monumento Funerario di Mons. Bernardo Herrera Restrepo
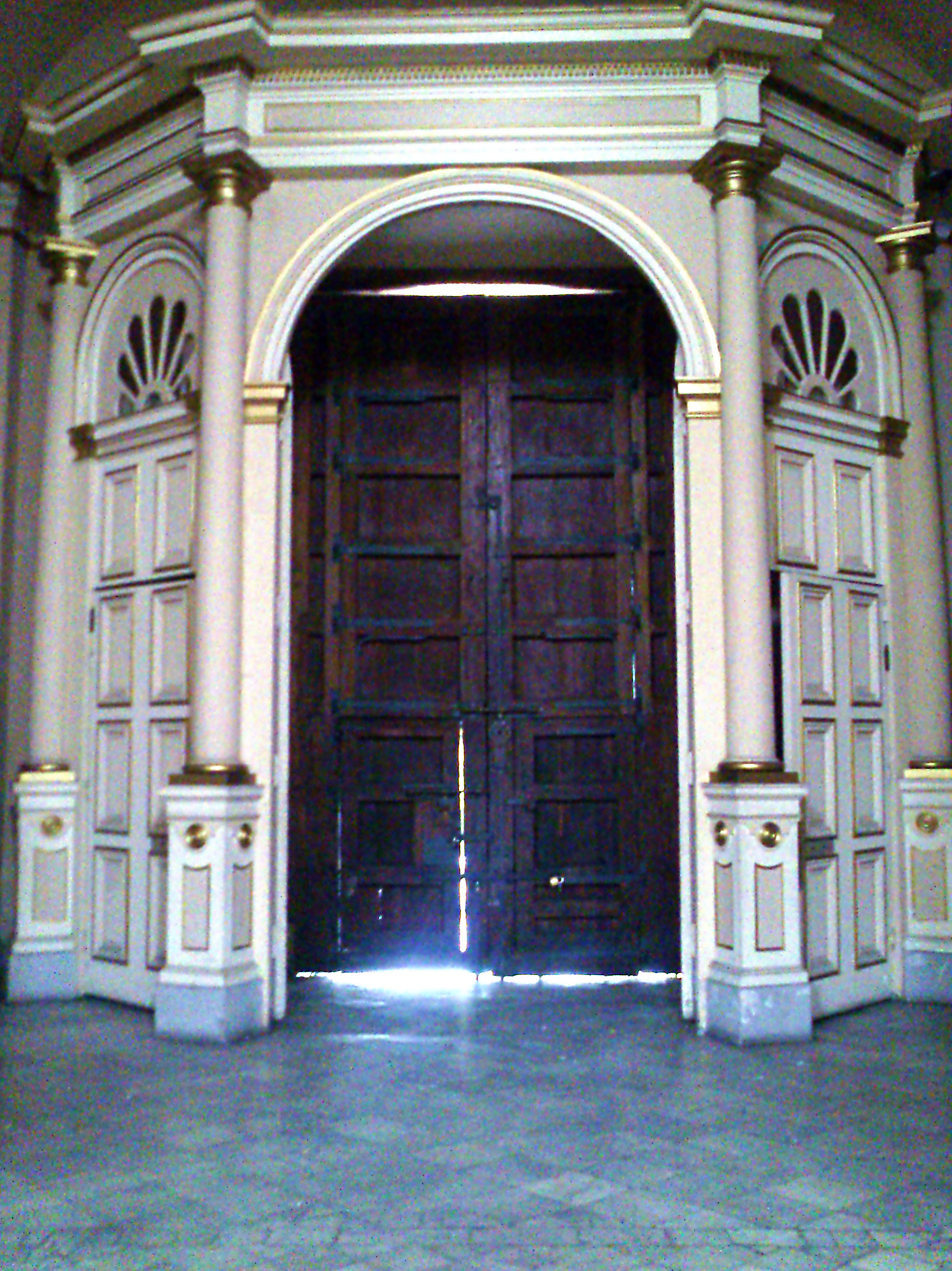
Porta Nord
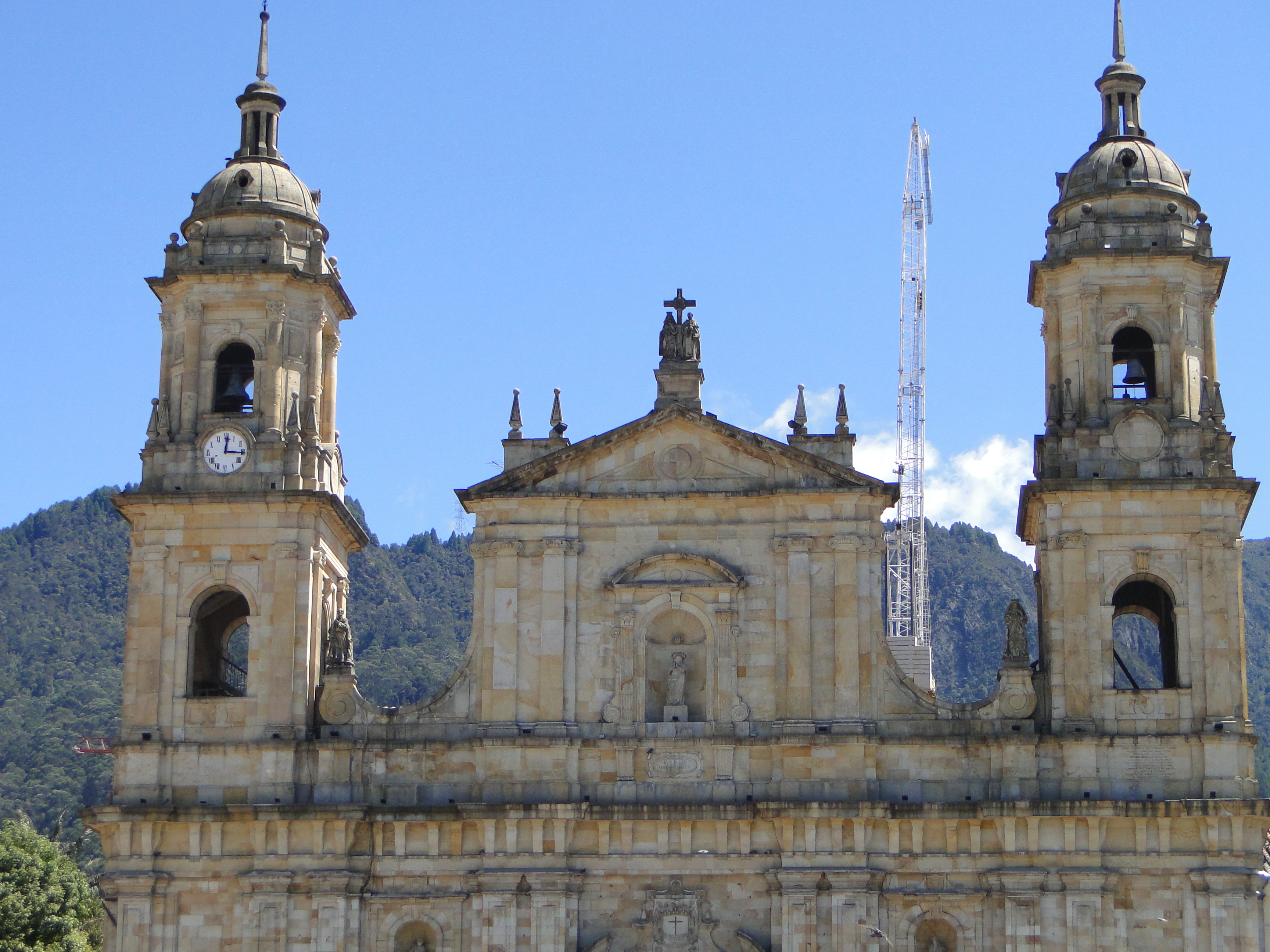
Torri della cattedrale con le montagne sullo sfondo